# 筑波大学生命環境学群
筑波大学生命環境学群（つくばだいがくせいめいかんきょうがくぐん、英称:School of Life and Environmental Sciences）は、筑波大学に設置される学群の一つである。

## 概要
生物学をとりあつかう“生物学類”（多様性コース，情報コース，分子細胞コース，応用生物コース，人間生物コースの5つのコース）、農林学をとりあつかう“生物資源学類”、地球科学をあつかう“地球学類”（「地球環境」と「地球進化」の二つの主専攻）、の３つの学類から構成されている。2007年の学群再編により、第一学群から自然学類地球科学主専攻が地球学群に、第二学群からの生物学類と生物資源学類と合わせて同学群が発足した。

## 沿革
- 1973年 - 筑波大学開学。第一学群が発足し自然学類地球科学主専攻開設
- 1975年 - 第二学群が発足し生物学類、農林学類開設

- 1994年 - 農林学類を生物資源学類に改称。
- 2007年 - 生命環境学群に学群を再編。